# Kurnaz (poddystrykt)
Kurnaz – jedna z 3 jednostek administracyjnych trzeciego rzędu (nahijja) dystryktu Maharda w muhafazie Hama w Syrii.
W 2004 roku poddystrykt zamieszkiwało 825 039 osób.